# Core business
De term core business is in de bedrijfseconomie de omschrijving van de hypothetische kernactiviteit van een onderneming.
Het begrip core business kwam op nadat in de twintigste eeuw veel bedrijven zich ontwikkelden tot conglomeraten, ondernemingen met vaak uiterst verschillende aandachtspunten. Het idee van de core business was dat er een specifiek onderdeel van de bedrijfsvoering gezien kon worden als het specialisme van de onderneming, en dat zaken die niet tot dit specialisme behoren beter door andere specialistische organisaties uitgevoerd konden worden.